# Judith Love Cohen
Judith Love Cohen, född 16 augusti 1933, död  25 juli 2016, var en amerikansk flygingenjör. Cohen arbetade bland annat med utvecklingen av markstationen för Hubbleteleskopet samt delar av Apolloprogrammet. Efter sin pensionering grundade hon ett förlag för bland annat barnböcker, och hon publicerade mer än 20 titlar före sin död 2016.
Cohen är mor till datavetaren och ingenjören Neil Siegel och skådespelaren Jack Black.